# Sant Climent d'Amer
Sant Climent d'Amer és una veïnat del municipi d'Amer, a la comarca de la Selva.
El poble se situa a l'est del terme municipal, al marge del Torrent del Rajoler, afluent per l'esquerra del riu Brugent. La població se'n estén de forma dispersa, amb l'antiga església parroquial de Sant Climent com a referència.
Les primeres noticies que es tenen de Sant Climent d'Amer son de l'any 823, on en els seus paratges, hi hagué una batalla entre les tropes de Carlemany, encapçalades pel noble Galceran de Cartellà contra els musulmans. la qual venceren els catalanas, i en aquell Lloc hi construiren les capelles de Sant Climent i de Sant Corneli de Amer.
Les següents referències històriques daten de l'any 993 quan el comte Ramon Borrell fa donació al monestir d'Amer de diverses finques de la zona de Sant Climent d'Amer. L'església parroquial, probablement del segle xvii, fou lloc reial i està dedicada al papa Climent I .
Sant Climent d'Amer va perdre població fins a ser gairebé despoblat. La tendència es va invertir amb l'arribada de gent de fora que va decidir instal·lar-s'hi i actualment es troba habitat.

## Demografia
| 1991 | 1996 | 1998 | 1999 | 2000 | 2001 | 2002 | 2003 | 2004 | 2005 | 2006 | 2007 | 2008 | 2009 | 2010 | 2011 | 2012 | 2013 | 2014 | 2015 | 2016 | 2017 | 2018 | 2019 | 2023 | 2024 |
| 24   | 26   | 25   | 26   | 27   | 28   | 28   | 33   | 34   | 35   | 35   | 35   | 33   | 34   | 36   | 35   | 39   | 46   | 44   | 46   | 41   | 41   | 43   | 40   | 42   | 41   |